# La Tentation du paresseux
La Tentation du paresseux dit aussi Le Songe du docteur est une gravure sur cuivre au burin datée vers 1498, de l'artiste de la Renaissance allemande Albrecht Dürer (1471-1528).

## Description
Un homme en robe de chambre, qu'aucun attribut ne permet d'identifier précisément à un lettré, malgré le titre d'usage donné à ce burin, se trouve à l'arrière-plan de cette œuvre à l'iconographie complexe. Endormi assis sur une banquette, la tête contre un oreiller face à un poêle en faïence, il reçoit la visite d'un démon qui souffle symboliquement dans son oreille gauche avec un soufflet.
La femme nue qui occupe le premier plan est tout à la fois l'objet du rêve du paresseux et l'incarnation des tentations murmurées par Satan.

## Iconographie
Cette représentation s'inscrit pleinement dans la culture populaire germanique de la fin du XVe siècle, qui dénonce la paresse, ou acédie, comme la source de tous les maux. Cette idée est par exemple reprise par Sébastien Brant dans son ouvrage à succès La Nef des fous, publié en 1494.
L'anneau porté à l'auriculaire de la femme renvoie à une légende rapportée dans la Chronique impériale, rédigée à Ratisbonne au XIIe siècle, selon laquelle le jeune noble romain Astrolabius, sous le charme d'une statue antique, lui passa un anneau au doigt, ignorant qu'en réalité cet acte le liait au diable.

## Analyse
Cet ancrage culturel ainsi que la dimension assurément moralisante de la scène peuvent néanmoins apparaitre comme des prétextes qui permettent à Dürer de se confronter à la représentation d'un monumental nu féminin. Par un renversement magistral, Dürer place l'hallucination et le rêve au premier plan. La scène réelle, reléguée à l'arrière-plan, se trouve de surcroit en partie cachée par l'épais montant en bois qui permet aussi de souligner, par contraste, la sinuosité de la figure féminine.
Toute l'attention se porte ainsi sur la femme qui, avec son contrapposto, le traitement de sa chair et sa longue chevelure, prend des allures de Vénus florentine du Quattrocento. Ce burin témoigne de l'intérêt précoce de Dürer pour la représentation du nu et de sa méditation tout aussi précoce sur les modèles antiques et italiens.

## Postérité
Le succès de cette œuvre chez les contemporains de Dürer est immédiat. Elle est copiée à la fois par des artistes italiens, comme Marcantonio Raimondi et Giovanni Antonio da Brescia, et par les artistes nordiques, comme Wenzel von Olmütz.